# Tayde Rodríguez
María Tayde Rodríguez Preciado (Guadalajara, Jalisco; 19 de junho de 1989) é uma atriz e cantora mexicana.
Seu papel mais conhecido foi de Cristina Hernández Campos em Camaleones.